# آتسوشی فوناهاشی
آتسوشی فوناهاشی (انگلیسی: Atsushi Funahashi؛ زادهٔ ۱۹۷۴ (۵۰–۵۱ سال)) کارگردان فیلم، و فیلم‌نامه‌نویس اهل ژاپن است.